# Navayana
Navayana (Devanagari: नवयान, lit. 'Nuevo vehículo'), también llamado Neo-Budismo, es una rama moderna del budismo surgida por la reinterpretación del jurista y político indio B.R. Ambedkar.
Esta rama se separa de las ramas anteriores del theravada, el mahāyāna y el vajrayāna ya que duda de varias de sus doctrinas, enfocando la enseñanza sobre la política y las reformas sociales, y se opone al hinduismo, especialmente a su sistema de castas.
Esta ha sido muy influyente en los parias del Estado de Maharashtra, donde se encuentran el 90% de sus seguidores.
The Buddha and His Dhamma ('El Buda y su Dharma') es el texto sagrado del navayāna así como el último trabajo escrito por Ambedkar, en el que discute sobre la vida y filosofía de Buda.
El número de seguidores de esta rama estimado en 2011 fue de 7.3 millones, el 87% de la comunidad budista india, siendo la rama mayoritaria del budismo en la India, pero la minoritaria en general.